# براد كينغ (متزحلق جبال الألب)
براد كينغ هو متزحلق جبال الألب كندي، ولد في 4 فبراير 1966 في تورونتو في كندا.

## وصلات خارجية
- براد كينغ على موقع الاتحاد الدولي للتزلج (التزلج على المنحدرات الثلجية) (الإنجليزية)
- براد كينغ على موقع أوليمبيديا (الإنجليزية)